# 愛爾蘭國籍法
愛爾蘭國籍法，乃根據《1956年愛爾蘭國籍及公民權法》而訂立，旨在規範加入與退出愛爾蘭國籍的辦法。
目前，愛爾蘭國籍法主要採用血統主義方式判別國籍，並有限度採用屬地主義。

## 歷史
於愛爾蘭自由邦成立前，當地屬《英國國籍法》的適用範圍 ，所有愛爾蘭人亦自然屬英籍人士。
1922年12月6日，《愛爾蘭自由邦憲法》生效後，愛爾蘭名義上脫離英國管治。然而，由於自由邦部分權力仍受制於英廷，當局無權制訂一套新國籍法，僅就取得愛爾蘭公民身份訂立以下資格：
- 於愛爾蘭[註 1]土生土長
- 雙親其中一方於當地出生，或移居當地最少七年

直至《1931年西敏法規》生效後，英廷不能再插手干預自由邦，當局遂於1935年訂立首部《愛爾蘭國籍法》，同時將北愛地區排在法規適用範圍外。
1949年，隨著愛爾蘭自由邦建制的取消，此國籍法正式獲英國承認。與此同時，除於1948年或以前出生、並已作特別申請者可繼續保有英籍外，往後所有當地人只能獲愛爾蘭國籍。
由於舊國籍法依舊未清晰界定公民與國籍的關係，導致稅收等事宜上出現不公現象。因此，愛爾蘭政府於1955年決定重寫國籍法，並於同年獲通過，1956年7月起生效。
隨著英、愛兩國於1998年簽訂《贝尔法斯特协议》，國籍法再次作出修訂，使北愛爾蘭人恢復取得愛籍的資格，即使在2020年英國脫歐後仍然適用。

## 取得愛爾蘭國籍

### 憑藉出生途徑

#### 原有資格
所有於1999年12月2日至2004年12月31日出生人士，只要具備以下任何一種條件，即可於出生時取得愛爾蘭國籍：
- 沒有第三國國籍：不論父母國籍，只要生於愛爾蘭國內或北愛爾蘭即可（駐愛外交官子女亦然）[19]
- 擁有第三國國籍：生父/母其中一方必須為愛爾蘭或/及英國公民、取得愛爾蘭永住權，或於愛爾蘭合法住滿4年[20]

而在1999年12月前在愛爾蘭出生者，若父母不具備愛籍，仍可於日後透過聲明手續，加入愛爾蘭國籍。

#### 現有資格
自2005年1月1日起，憑出生成為愛爾蘭公民的條件如下：
- 生父/母其中一方必須為愛爾蘭或/及英國公民，或取得愛爾蘭永住權[21]；若於海外出生，必須第一時間向當局申報
- 本身為愛爾蘭境內尋獲的棄嬰

### 憑藉出生以外途徑

#### 歸化
外國人若要申請歸化為愛爾蘭公民，必須符合以下條件：
- 年滿18歲（18歲以下人士，必須與家長一併申請）
- 於過去9年內，於愛爾蘭合法居留至少連續5年
- 具備良好品格（無犯罪紀錄）

然而，若申請人配偶為愛爾蘭公民、於愛爾蘭政府駐外機構工作，或經當局甄別為難民/無國籍人士，以上條件可獲部分或全部豁免。

#### 獲授予榮譽國籍
除常規入籍程序外，愛爾蘭政府亦有權提名「對國家有超卓成就」人士，再由總統授予榮譽國籍。按照現行國籍法，榮譽國籍持有人與一般公民的權責一樣。

## 喪失愛爾蘭國籍
如符合以下兩種情況，有關人士將喪失愛爾蘭國籍：
- 主動申請：若該人已於海外定居，或/及正申請第三國國籍，可向當局入紙申請退出愛爾蘭國籍（僅限非戰爭時期）[24]。
- 強剝奪：若愛爾蘭公民被查出有以下行為，將被剝奪國籍：
  - 申請入籍時弄虛作假，並被查出[25]
  - 干犯叛國罪，或同時具備敵國國籍（不包括循婚姻或民事結合取得者）

### 不予執行的國籍喪失條款
雖然國籍法規定以下情況會被自動退出愛籍，但根據現行政策，均不予執行：
- 歸化入籍者僑居海外連續7年或以上，又沒有每年向當局申請保留國籍
- 2005年前與外國人婚姻或民事結合

## 申請入籍及相關程序

### 提交申請
不論其先前移民簽證類別，有關人士申請入籍時，必須向當局提交以下文件：
- 已填妥及簽立（包括申請人簽署及見證人副署）的最新版申請表
- 申請人整本有效護照的彩色核證副本
- 出世紙（若以非英文或愛爾蘭文刊印，另須夾附翻譯副本）
- 2張一個月內拍攝的彩色近照
- 有效永住權證副本、網上居住年期計算結果（歐盟/歐洲經濟區成員國公民獲豁免）
- 由稅局發出之「已繳清稅項證明書」
- 其他證明文件（如配偶結婚證、死亡證）
- €175申請費（必須以銀行本票支付；不論申請獲批與否，概不退回）

若資料不全，申請人須於接獲通知信起28日內，補回相關信件內指明文件。

### 批核及入籍
司法部將對每宗入籍申請，進行最少19個月的審批。
若申請獲批，申請人須依時出席公民宣誓儀式，並即場以銀行本票支付入籍證書費（現行成人收費為€950，其子女為€200） 。反之，申請人需重新提交申請，不可就相關決定提出上訴。

## 愛爾蘭公民的權利
愛爾蘭公民享有以下權利：
- 具備歐盟公民身份
  - 可於歐盟及歐洲自由貿易聯盟享有遷徙及工作自由
  - 參與歐盟及愛爾蘭國內各級選舉
  - 在海外急需協助時，若愛爾蘭於該國並無設立駐外機構，可向其他歐盟成員國的同類機構求助
- 根據共同旅遊區政策，於英國及皇家屬地享有遷徙及工作自由[28]
- 申領愛爾蘭護照及護照卡，當中前者可於187個國家及屬地享有免預先簽證待遇

## 註解
1. ↑  此處定義包括北愛爾蘭。由於北愛各郡於憲法生效後一天選擇退出自由邦，1922年12月7日或以後才符合條件的當地人，不合資格取得愛爾蘭公民身份，直至1999年12月2日為止。
2. ↑  而申請人未滿18歲子女，則獲豁免進行宣誓，並通過郵寄領取入籍證書。

### 相關參考文獻
- Handoll, John.  (报告). European University Institute. 2012-10. hdl:1814/19618 .
- Daly, Mary E. . Irish Historical Studies (Cambridge University Press). 2001, 32 (127): 377–407. JSTOR 30007221.
- Karatani, Rieko. . Frank Cass Publishers. 2003. ISBN 0-7146-8298-5.
- . Irish Jurist (University College Dublin). 1952, 18 (3): 36–38. JSTOR 44506434.
- Mansergh, Nicholas. . International Affairs (Oxford University Press). 1952, 28 (3): 277–291. JSTOR 2607413. doi:10.2307/2607413.
- Piola, Catherine. . Nordic Irish Studies (Dalarna University College). 2006, 5: 41–58. JSTOR 30001542.

### 相關審議文件
- . . Ireland: Dáil Éireann. 1955-07-13  [2022-09-17]. 的存檔，存档日期2019-11-03.
- . . Ireland: Dáil Éireann. 1956-02-29  [2022-09-17]. 的存檔，存档日期2022-02-03.
- . . Ireland: Dáil Éireann. 1956-04-10  [2022-09-17]. 的存檔，存档日期2019-11-03.
- . . Ireland: Dáil Éireann. 1956-07-11  [2022-09-17]. 的存檔，存档日期2019-11-03.